# Албена Къп
„Албена Къп“ (Калиакра Каварна Албена Къп) е международен футболен турнир. Спонсориран е от „Мото-Пфое“, ПФЛ, БФС, Община Каварна и курортен комплекс „Албена“ като домакин. През 2015 г. турнирът е закрит и на негово място се създава турнирът „Балчик къп“. Медиен партньор на турнира е вестник „Топспорт“. Главен организатор е Николай Златев, който е ръководител на сектор „Спорт“ в курортен комплекс „Албена“ АД. „Калиакра Каварна Албена Къп“ е наследник на традиционния международен турнир „Албена МобилТел“. Провежда се от 14 до 21 февруари.
Първите три отбора в крайното класиране получават парични премии – 4000 лева за победителя в турнира, 2500 лева за заелия второ място отбор и 1500 лева за третия, както и купи и плакети. Дават се индивидуални награди за „най-добър вратар“, „най-добър защитник“, голмайстор и „най-полезен футболист“. За тях има статуетки, осигурени от „Топспорт“, както и финансови възнаграждения от по 500 лева. Играчът, спечелил приза „най-полезен футболист“, взима 1000 лева. В първото издание на турнира участващите 8 тима са разделени в две групи по 4 отбора. Играе се всеки срещу всеки, като победителите спорят за първото място, а останалите разпределят местата до 8-о. Целта е турнирът да стане традиционен и с всяка следваща година да се повишава неговата сила и класа – да идват по-известни отбори, както естествено да се увеличава и наградният фонд. Идеята е отбори от региона, а и голяма част от българските тимове, които се подготвят близо до Албена, да имат възможност да се срещнат в този преходен период с чужди отбори. Става дума за състави, които често посещават Северното Черноморие. Отборът който е печелил купата най-много пъти е ПФК „Левски“ София – три пъти – през 2000, 2001 и 2002 г.
Турнирът престава да съществува през 2013 г. поради слаб интерес от професионалните клубове и организационни причини, свързани със зимния сезон.
Организаторите предпочитат да организират летния аматьорски турнир „Албена Къп“, който е основан и проведен за пръв път през 2012 г. и влиза в летния график на спортния комплекс.

## Албена 2000
- Финал: Левски (София) – Криля Советов (Самара, Русия) 3:1
- Мач за 3 – 4 място: Спартак (Варна) – Торпедо (Кутаиси, Грузия) 3:1
- Мач за 5 – 6 място: Нефтохимик (Бургас) – Казахстан 1:0
- Мач за 7 – 8 място: Фарул (Констанца, Румъния) – Узбекистан 1:0

- Голмайстор на турнира е Георги Георгиев (Левски Сф) с 3 гола.

## Албена МобилТел – Левски 2001
- Финал: Левски (София) – Осиек (Осиек, Хърватия) 3:1
- Мач за 3 – 4 място: Криля Советов (Самара, Русия) – Ружомберок (Ружомберок, Словакия) 1:0
- Мач за 5 – 6 място: Велбъжд (Кюстендил) – Стал (Алчевск, Украйна) 2:1
- Мач за 7 – 8 място: Армения – Узбекистан 2:0

- Голмайстори са Яков Крипак (Стал), Петър Колев (Велбъжд) и Георги Бачев (Левски Сф) с по 3 гола.

## Албена МобилТел – Владимир Грашнов 2002
Крайно класиране
- 1.  Левски (София) 3 3 0 0 5:1 9
- 2.  Славия (София) 3 2 0 1 5:3 6
- 3.  Орлен (Плоцк, Полша) 3 1 0 2 3:4 3
- 4.  Динамо (Букурещ, Румъния) 3 0 0 3 1:6 0

- Голмайстори са Кирил Джоров (Славия) и Георги Бачев (Левски Сф) с по 2 гола.

## Албена МобилТел – Владимир Грашнов 2003
Крайно класиране:
- 1.  Железник (Белград, Югославия) 3 3 0 0 4:1 9
- 2.  Славия (София) 3 2 0 1 6:3 6
- 3.  Левски (София) 3 1 0 2 2:4 3
- 4.  Стал (Алчевск, Украйна) 3 0 0 3 2:6 0

- Голмайстор е Мартин Кушев (Славия) с 4 гола.

## Албена 2004
Мачовете в Албена – (януари – февруари) 2004 г.
- Спартак (Варна) – Левски (София) 0:1
- Спартак (Варна) – Шумен (Шумен) 0:2
- Локомотив (Пловдив) – Доростол (Силистра) 6:0

Класиране от мачовете в Албена – (януари – февруари) 2004 г.
- 1.  Локомотив (Пловдив)	1 1 0 0 6:0 3
- 2.  Шумен (Шумен)	1 1 0 0 2:0 3
- 3.  Левски (София)	1 1 0 0 1:0 3
- 4.  Спартак (Варна)	2 0 0 2 0:3 0
- 5.  Доростол (Силистра)	1 0 0 1 0:6 0

- Голмайстор е Мартин Камбуров (Локомотив Пд) с 3 гола.

## Албена Къп 2005
Мачовете в Албена – (януари – февруари) 2005 г.
- Ботев (Пловдив) – Добруджа (Добрич) 1:1
- Славия (София) – Чехлаул (Петра, Румъния) 5:1
- Спартак (Варна) – ЦСКА (София) 2:3
- ЦСКА (София) – Шумен (Шумен) 2:1
- Черно море (Варна) – Родопа (Смолян) 1:0
- Нафтекс (Бургас) – Светкавица (Търговище) 6:1
- Черно море (Варна) – Нафтекс (Бургас) 2:3
- Нафтекс (Бургас) – Петролул (Плоещ, Румъния) 0:1

Класиране от мачовете в Албена – (януари – февруари) 2005 г.
- 1.  Нафтекс (Бургас)		3 2 0 1 9:4 6
- 2.  ЦСКА (София)		2 2 0 0 5:3 6
- 3.  Славия (София)		1 1 0 0 5:1 3
- 4.  Петролул (Плоещ, Румъния)	1 1 0 0 1:0 3
- 5.  Черно море (Варна)		2 1 0 1 3:3 3
- 6.  Ботев (Пловдив)		1 0 1 0 1:1 1
- 6.  Добруджа (Добрич)		1 0 1 0 1:1 1
- 8.  Спартак (Варна)		1 0 0 1 2:3 0
- 9.  Шумен (Шумен)		1 0 0 1 1:2 0
- 10.  Родопа (Смолян)		1 0 0 1 0:1 0
- 11.  Чехлаул (Петра, Румъния)	1 0 0 1 1:5 0
- 12.  Светкавица (Търговище)	1 0 0 1 1:6 0

- Голмайстор е Деян Христов (Нафтекс) с 3 гола.

## Албена 2006
Мачовете в Албена – (януари – февруари) 2006 г.
- ФК Дунав (Русе) – Шумен 2001 (Шумен) 0:0
- ФК Дунав (Русе) – Кайрат (Казахстан) 0:1
- Черно море (Варна) – Черноморец (Балчик) 2:0
- Спартак (Варна) – Локомотив (София) 1:1
- Черно море (Варна) – Добруджа (Добрич) 5:0
- Спартак (Варна) – Конелиано (Герман) 0:2
- Спартак (Варна) – Конелиано (Герман) 0:4
- Спартак (Варна) – Кайрат (Казахстан) 1:2
- Спартак (Варна) – Черноморец (Чернево) 7:0
- Берое (Стара Загора) – Фарул (Констанца, Румъния) 1:3
- Берое (Стара Загора) – Кайрат (Алмаати, Казахстан) 0:0
- Берое (Стара Загора) – Дунав (Русе) 0:1
- Черноморец (Балчик) – Шумен 2001 (Шумен) 1:1
- Черноморец (Балчик) – Добруджа (Добрич) 1:0
- Добруджа (Добрич) – Албена'97 (Оброчище) 5:1
- Албена'97 (Оброчище) – Мидия (Наводари, Румъния) 1:1
- Добруджа (Добрич) – Черноморец (Бургас) 3 – 1

Класиране от мачовете в Албена – (януари – февруари) 2006 г.
- 1.  Кайрат (Казахстан) 3 2 1 0 3:1 7
- 2.  Черно море (Варна) 2 2 0 0 7:0 6
- 3.  Конелиано (Герман) 2 2 0 0 6:0 6
- 4.  Добруджа (Добрич) 4 2 0 2 8:8 6
- 5.  Спартак (Варна) 5 1 1 3 9:9 4
- 6.  ФК Дунав (Русе) 3 1 1 1 1:1 4
- 7.  Черноморец (Балчик) 3 1 1 1 2:3 4
- 8.  Фарул (Румъния) 1 1 0 0 3:1 3
- 9.  Шумен 2001 (Шумен) 2 0 2 0 1:1 2
- 10.  Локомотив (София) 1 0 1 0 1:1 1
- 11.  Мидия (Румъния) 1 0 1 0 1:1 1
- 12.  Берое (Стара Загора) 3 0 1 2 1:4 1
- 13.  Албена'97 (Оброчище) 2 0 1 1 2:6 1
- 14.  Черноморец (Бургас) 1 0 0 1 1:3 0
- 15.  Черноморец (Чернево) 1 0 0 1 0:7 0

- Голмайстор е Ивайло Данчев (Добруджа) с 4 гола.

## Калиакра Каварна Албена Къп 2007
Група А
- Калиакра (Каварна) – Политехника (Тимишоара, Румъния) 4:0
- Политехника (Тимишоара, Румъния) – Шумен (Шумен) 1:1
- Калиакра (Каварна) – Локомотив (Пловдив) 0:1
- Локомотив (Пловдив) – Политехника (Тимишоара, Румъния) 1:1
- Шумен (Шумен) – Калиакра (Каварна) 2:1
- Локомотив (Пловдив) – Шумен (Шумен) 1:0

Крайно класиране
- 1.  Локомотив (Пд) 2 1 0 2:0 7
- 2.  Шумен 1 1 1 2:2 4
- 3.  Калиакра 1 0 2 3:6 3
- 4.  Политехника 0 2 1 2:6 2

Група В
- Спартак (Варна) – Дунарея (Гюргево, Румъния) 2:0
- Дунав (Русе) – Раднички (Ниш, Сърбия) 1:2
- Дунав (Русе) – Дунарея (Гюргево, Румъния) 0:0
- Спартак (Варна) – Раднички (Ниш, Сърбия) 1:0
- Спартак (Варна) – Дунав (Русе) 1:0
- Раднички (Ниш, Сърбия) – Дунарея (Гюргево, Румъния) 0:0

Крайно класиране
- 1.  Спартак (Варна) 3 0 0 4:0 6
- 2.  Раднички 1 1 1 2:2 4
- 3.  Дунарея 0 2 1 0:2 2
- 4.  Дунав 0 1 2 1:3 1

Финална Фаза – 21 февруари (сряда)
- Финал: Локомотив (Пловдив) – Спартак (Варна) 2:0
- Мач за 3 – 4 място: Шумен (Шумен) – Раднички (Ниш, Сърбия) 0:2
- Мач за 5 – 6 място: Калиакра (Каварна) – Дунарея (Гюргево, Румъния) 3:0 сл.
- Мач за 7 – 8 място: Дунав (Русе) – Политехника (Тимишоара, Румъния) 3:0

- Голмайстори са Георги Георгиев (Калиакра) и Демиран Ортега (Спартак) с по 3 гола.

## Калиакра Каварна Албена Къп 2008
Класиране:

1. Спартак (Варна)
2. Калиакра (Каварна)
3. Локомотив (Мездра)

За най-добър нападател на турнира е определен Георги Георгиев от Локомотив (Мездра).
Наградата за най-добър вратар печели Радостин Станев от Спартак (Варна). За най-добър защитник е определен Боян Илиев от Спартак (Варна), а за най-полезен играч – Деян Кателиев от Калиакра (Каварна).

## Албена Къп 2009

### Група А
| № | Отбор                   | М | П | Р | З | ГР  | ГР | Т |
| - | ----------------------- | - | - | - | - | --- | -- | - |
| 1 | ЦСКА (София)            | 3 | 3 | 0 | 0 | 7:1 | 6  | 9 |
| 2 | ПФК Монтана (Монтана)   | 3 | 2 | 0 | 1 | 4:2 | 2  | 6 |
| 3 | ПФК Локомотив (Пловдив) | 3 | 1 | 0 | 2 | 1:3 | -2 | 3 |
| 4 | ПФК Спартак (Варна)     | 3 | 0 | 0 | 3 | 0:6 | -6 | 0 |

### Група Б
| № | Отбор                    | М | П | Р | З | ГР  | ГР | Т |
| - | ------------------------ | - | - | - | - | --- | -- | - |
| 1 | ПФК Черно море (Варна)   | 3 | 3 | 0 | 0 | 8:2 | 6  | 9 |
| 2 | ПФК Берое (Стара Загора) | 3 | 2 | 0 | 1 | 5:3 | 2  | 6 |
| 3 | ПФК Локомотив (Мездра)   | 3 | 1 | 0 | 2 | 4:4 | 0  | 3 |
| 4 | България – юноши         | 3 | 0 | 0 | 3 | 0:8 | -8 | 0 |

### Финална фаза

#### Мач за 7-о място
| 12 февруари 2009 |

| ПФК Спартак (Варна) | 3:4 (д.) (1:1 в редовното време) | България – юноши |
| ------------------- | -------------------------------- | ---------------- |
| Ангел Стойков 73'   |                                  | Петър Иванов 22' |

| Албена |

#### Мач за 5-о място
| 12 февруари 2009 |

| ПФК Локомотив (Пловдив) | 1:0 | ПФК Локомотив (Мездра) |
| ----------------------- | --- | ---------------------- |
| Даксон да Силва 33'     |     |                        |

| Албена |

#### Мач за 3-то място
| 13 февруари 2009 |

| ПФК Берое (Стара Загора)                  | 2:1 | ПФК Монтана (Монтана) |
| ----------------------------------------- | --- | --------------------- |
| Дончо Атанасов 38' (д.) Здравко Илиев 87' |     | Венци Иванов 13'      |

| Втори терен, Албена |

#### Финал
| 13 февруари 2009 |

| ЦСКА (София)                                 | 2:0 | ПФК Черно море (Варна) |
| -------------------------------------------- | --- | ---------------------- |
| Дормушали Саидходжа 11' (д.) Тодор Янчев 49' |     |                        |

| Първи терен, Албена |

### Голмайстори
- Захари Димитров (Берое) и Дормушали Саидходжа (ЦСКА (София)) – 3 гола

## Калиакра Каварна Албена Къп 2010
Група А
- 1.  Спартак (Варна)
- 2.  Младежкият национален тим до 21 години на Либерия
- 3.  ПФК Локомотив (Мездра)
- 4.  Олимпия (Балти)

Група Б
- 1.  Калиакра
- 2.  Берое
- 3.  Монтана
- 4.  Младежки национален отбор по футбол на България до 21 години

Класиране:
- 1.ПФК Локомотив (Мездра)
- 2.Берое (Ст. Загора)
- 3.Монтана (Монтана)

Финалния мач не се играе поради отказване на Берое(Ст. Загора).

## Калиакра Каварна Албена Къп 2011
Шампионът се определя чрез феърплей и брой получени картони.
- 1.  Калиакра
- 2.  Светкавица
- 3.  Спортист
- 4.  Доростол
- 5.  Юношески национален отбор до 19 г.

## Калиакра Каварна Албена Къп 2012
Турнирът се провежда от 4 до 16 февруари 2012 г. В турнира през 2012 година вземат участие 5 български отбора от А и Б футболна група, както и един втородивизионен румънски отбор. На финала „Спортист“ (Своге) побеждава „Добруджа“ с 2:0.
Крайно класиране:
- 1.  Спортист
- 2.  Добруджа
- 3.  Светкавица
- 4.  Калиакра
- 5.  Спартак
- 6.  Калатис

## Калиакра Каварна Албена Къп 2014
Участници:
- ПОФК Раковски 2011
- ПФК Спартак
- ФК Арарат Ереван
- Калиакра (Каварна)

### Мачове
1) 03.02
- ПОФК Раковски 2011 2 – 2  Калиакра (Каварна)
- ФК Арарат Ереван 1 – 0  ПФК Спартак

2) 06.02
- ПОФК Раковски 2011 1 – 0  ПФК Спартак
- ФК Арарат Ереван 0 – 1  Калиакра (Каварна)

3) 09.02
- ФК Арарат Ереван 1 – 1  ПОФК Раковски 2011
- ПФК Спартак ? – ?  Калиакра (Каварна) – Не се игра е!

### Класиране
- ПОФК Раковски 2011 – 5т.
- Калиакра (Каварна) 4т.
- ФК Арарат Ереван – 4т.
- ПФК Спартак – 0т.

### Финал
4) 12.02
- Калиакра (Каварна) 1 – 2  ПОФК Раковски 2011

Крайно класиране:
- 1.  ПОФК Раковски 2011
- 2.  Калиакра (Каварна)
- 3.  ПФК Спартак
- 4.  ФК Арарат Ереван

## Балчик къп 2015
Участници:
- ФК Черноморец (Балчик)
- ПФК Локомотив (Мездра)
- ФК Ботев (Нови пазар)
- ФК Динамо-Авто (Тираспол)

Програма:
- 4 февруари (сряда)
  - 14 ч.  Динамо-Ауто (Тираспол) 1 – 1  Черноморец (Балчик)
- 7 февруари (събота)
  - 14,30 ч.  Черноморец (Балчик) 2 – 1  Ботев (Н. Пазар)
  - 14,30 ч.  Локомотив (Мездра) 0 – 4  Динамо-Ауто (Тираспол)
- 9 февруари (понеделник)
  - 14 ч.  Локомотив (Мездра) 2 – 0  Черноморец (Балчик)
- 10 февруари (вторник)
  - 14,30 ч.  Динамо-Ауто (Тираспол) 8 – 0  Ботев (Н. Пазар)
- 14 февруари (събота)
  - 14 ч.  Ботев (Н. Пазар) 4 – 7  Локомотив (Мездра)

Крайно класиране:
- 1.  Динамо-Ауто (Тираспол)  – 7 т.
- 2.  Локомотив (Мездра) – 6 т.
- 3.  Черноморец (Балчик) – 4 т.
- 4.  Ботев (Н. Пазар) – 0 т.

## Балчик Къп 2016
През 2016 г. турнирът отново се нарича „Балчик Къп“ за втора поредна година.
Участници:
- Група А
  -  ФК Балкан (Ботевград)
  -  ПФК Черно море (Варна)
  -  ФК Дунав (Русе)
  -  ФК Интер (Плачидол)

6 февруари 2016 г. (събота):
14:30 в Балчик: ЧЕРНО МОРЕ 2 – 1 ДУНАВ 

12:30 в Албена: БАЛКАН 5 – 1 ИНТЕР
9 февруари 2016 г. (вторник:
14:00 в Албена: ДУНАВ 1 – 1 ИНТЕР 

14:00 в Албена:ЧЕРНО МОРЕ 2 – 0 БАЛКАН
12 февруари 2016 г. (петък):
14:00 в Албена: БАЛКАН 1 – 6 ДУНАВ 

14:00 в Албена: ИНТЕР 0 – 4 ЧЕРНО МОРЕ
- Група Б
  -  ФК Черноморец (Балчик)
  -  ПОФК Ботев (Враца)
  -  ФК Локомотив (Горна Оряховица)
  -  ФК Септември 98 (Тервел)

7 февруари 2016 г. (неделя) – група Б
13:30 в Албена: ЛОКОМОТИВ 2 – 0 БОТЕВ 

14:30 в Балчик: ФК Септември 98 (Тервел) 0 – 2 ЧЕРНОМОРЕЦ
10 февруари 2016 г. (сряда) – група Б
14:30 в Балчик: БОТЕВ 1 – 4 ЧЕРНОМОРЕЦ 

14:30 в Албена: ЛОКОМОТИВ 2 – 0 ФК Септември 98 (Тервел)
13 февруари 2016 г. (събота) – група Б
14:00 в Албена: ФК Септември 98 (Тервел) 1 – 4 БОТЕВ
14:00 в Балчик: ЧЕРНОМОРЕЦ 2 – 1 ЛОКОМОТИВ
16 февруари 2016 г. (вторник)
12:30 в Албена: Среща за ІІІ място
14:30 в Балчик: Среща за І – ІІ място
- Победител:
  - I –  ФК Черноморец (Балчик)

## Балчик Къп 2017
В турнира се включват 6 отбора – 5 от България и 1 от Молдова.

Класиране:
- 1 –  Етър (Велико Търново)
- 2 –  Витоша (Бистрица)
- 3 –  Дунав (Русе)

## Балчик Къп 2018
„Балчик Къп“ 2018 се явява последното състезание в двадесетгодишната история на турнира.
Участници:
- Суворово
- Витоша (Бистрица)
- Ботев (Враца)
- Лудогорец (Разград) 2
- Черноморец (Балчик)
- Добруджа (Добрич)

- Победител:
  -  Витоша (Бистрица)

## Победители в турнира
От шестнадесет издания на турнира има дванадесет победителя:
1.  ПФК Левски София (3) 2000, 2001, 2002
2.  Локомотив Пловдив (2) 2004, 2007
3.  ПФК ЦСКА (1) 2009
4.  Локомотив (Мездра) (1) 2010
5.  Спортист (Своге) (1) 2012
6.  Нефтохимик (Бургас) (1) 2005
7.  Железник (Белград, Сърбия) (1) 2003
8.  Калиакра (Каварна) (1) 2011
9.  Спартак (Варна) (1) 2008
10.  Кайрат (Казахстан) (1) 2006
11.  ПОФК Раковски 2011 (1) 2014
12.  Динамо-Ауто (Тираспол) (1) 2015
13.  ФК Черноморец (Балчик) (1) 2016
14.  Етър (Велико Търново) (1) 2017
15.  Витоша (Бистрица) (1) 2018